# Francisco del Llano Vagué
Francisco del Llano Vagué   (València, 1792 - València, 1860) fou un comerciant, advocat i polític valencià, diputat a Corts i alcalde de València durant el regnat d'Isabel II d'Espanya. Comerciant d'aiguardent a Xiva i Sogorb, va obtenir el títol d'hidalgo i fundà les societats "White, Llano y Vagué" i "White, Llano y Morand", dedicades al prestament i a la importació i exportació de bacallà i productes colonials. Enriquit per la compra de bens desamortitzats de 1838 i 1842, va participar en la Sociedad Valenciana de Crédito y Fomento i en la Sociedad del Ferrocarril de Almansa a València.
De tendència liberal moderada, va ser el primer Prior del Tribunal de Comerç de València en 1830, després de la promulgació del Codi de Comerç que fundava la institució i va exercir aquest mateix càrrec en 1830, 1834, 1844, 1847, 1853 i 1857. El 23 de desembre de 1835 fou el primer alcalde constitucional de València, càrrec que deixà l'u d'octubre de 1836. El 1844 va proposar a la Societat Econòmica d'Amics del País utilitzar el guano com a adob en els arrossars. El 1846 fou escollit diputat a Corts pels liberals moderats de València, càrrec que ocupà fins a agost de 1850. Fou novament alcalde de valencia entre gener de 1859 i febrer de 1860.